# خسرو هریتاش
خسرو هریتاش (زاده ۱۳۱۱ تهران – درگذشته ۱۱ دی ۱۳۵۸ تهران) نویسنده و کارگردان سینمای ایران بوده‌است.
هریتاش سال‌های قبل از انقلاب ایران سابقهٔ بازیگری، دستیاری کارگردان و آهنگسازی را نیز در کارنامه دارد. وی در زمینهٔ سینما در آمریکا تحصیل کرده و در همان‌جا فیلم‌هایی نیز ساخته بود. فیلم‌های او، از جمله آدمک، ملکوت و سرایدار از جمله فیلم‌های هنری سینمای قبل از انقلاب محسوب می‌شوند.

## زندگی
خسرو هریتاش در سال ۱۳۱۱ خورشیدی در تهران متولد شد و تحصیلات ابتدایی و متوسطهٔ خویش را در تهران به انجام رسانید. وی از نوجوانی به فیلم و سینما علاقه‌مند بود و در سال ۱۳۳۲ و در حالیکه تنها ۲۱ سال داشت (منبع دیگری سوم دبیرستان را ذکر کرده‌است)، به دلیل شباهت فراوانش به علی محزون فعالیت سینمایی خود را با بازی در نقش نوجوانی علی محزون در فیلم محکوم بی‌گناه (ساخته مشترک بوریس ماتایف و علی محزون) به عنوان بازیگر آغاز نمود. در این فیلم او نقش یک جوان نقاش را ایفا می‌کرد که بی‌گناه متهم به قتل شده و به زندان می‌افتاد و پس از آزادی از زندان و کسب شهرت و ثروت از طریق نقاشی، از افرادی که عامل بدبختی خود و خواهرش شده بودند، انتقام می‌گرفت و با قتل یکی از آن‌ها دوباره به زندان می‌افتاد. این تنها تجربه بازیگری او در سینما بود.
پس از این تجربه، وی مصمم به یادگیری اصول سینما و فیلمسازی به طریق علمی گردید و بدین منظور پس از پایان تحصیلات متوسطه و چند سال کار اداری برای تحصیل در رشتهٔ سینما به آمریکا رفت و پس از فارغ‌التحصیلی در رشتهٔ سینما از دانشگاه UCLA و چند سال اقامت در آمریکا که با ساخت چند فیلم کوتاه از جمله پیله و عقل سالم، بدن سالم و همچنین همکاری با گوردون پارکس فیلمساز آمریکایی در ساخت فیلم درخت دانش همراه بود، دوباره به ایران بازگشت. در این سال‌ها، وی در مجله‌های سینمایی آن روزگار مانند ستارهٔ سینما و سینمای آزاد مطالب و نقدهایی می‌نوشت. وی از سال ۱۳۴۰ به دستیاری کارگردان‌های سینمای ایران روی آورد و از جمله در فیلم ضربت (محصول ۱۳۴۳ استودیوی آژیرفیلم) دستیار ساموئل خاچیکیان کارگردان این فیلم بود. بعد از این هریتاش باز هم به آمریکا رفت و تجربیات فیلمسازی خود را در آنجا ادامه داد.
از سال ۱۳۵۰ خسرو هریتاش ساخت فیلم بلند در سینمای ایران را آغاز کرد و نخستین فیلمش یعنی فیلم آدمک که در همین سال ساخته شد، توجه بسیاری از منتقدین و اهالی سینمای ایران را به‌سمت او جلب نمود. این فیلم که در میان انبوه فیلم‌های ساخته‌شده در این سال، عنوان یکی از بهترین فیلم‌های سال ۵۰ را در کنار داش آکل (ساختهٔ مسعود کیمیایی) به خود اختصاص داد، توسط سازمان سینمایی پانوراما و به طریقهٔ رنگی (ایستمن کالر) تهیه شده بود. در فیلم آدمک، نویسنده، کارگردان و آهنگساز اثر خود خسرو هریتاش بود و خود او با کمک رحمان گلزار (تهیه‌کننده فیلم) در تمام مراحل تهیه فیلم حضور داشت. این فیلم به‌عنوان نخستین تجربه مستقل خسرو هریتاش در ساختن فیلم بلند داستانی، متعلق به سینمایی درون‌نگر، قابل تعمق و بدور از تصنع بود که با وجود همه نارسایی‌هایش، آنچه که قصد بازگویی‌اش را داشت، بیان می‌کرد. هریتاش دراین فیلم، به‌طور جدی به شکاف بین دو نسل قدیم و جدید پرداخت و برای اولین بار در یک فیلم ایرانی از رنگ برای بیان احساس آدم‌ها به نحو مؤثری استفاده نمود. هریتاش در سکانس‌های مختلف این فیلم که به زندگی و تحول یک جوان اشرافی به نام بابک می‌پرداخت، از هجوم تمدن شهری به سنت‌های دیرینه سخن گفته و البته بدون یک ریشه‌یابی مستدل، این تمدن را محکوم نمود. البته برخی از منتقدین ویژگی مذکور را یکی از عیوب کار فیلمساز دانسته و مثلاً در مورد این فیلم نوشتند: «اگر بعضی ازصحنه‌های فیلم آدمک که امکان وقوع آنها در جامعه ایرانی کم است (مثل خودکشی دختر و پسر بعد از رنگ کردن یکدیگر در هتل) وجود نداشت و همچنین اگر حرف‌های دهن‌پرکن مستعمل در فیلم بکار برده نمی‌شد، فیلم آدمک بهتر از آنچه هست، می‌شد. عیب اصلی کار هریتاش را (که در اغلب فیلم‌هایش به چشم می‌خورد) در نگرش غیرایرانی او باید جستجو کرد که بی‌شک اقامت چند ساله درامریکا و تحصیل سینما در آنجا در این امر بی‌تاثیر نبوده است…» در همین فیلم، خسرو هریتاش از فریدون فروغی که در این زمان جوانی گمنام بود، برای خواندن ترانهٔ اصلی فیلم (ترانه «آدمک») و همین‌طور ترانهٔ دیگری در متن فیلم (ترانه «پروانه من») دعوت به عمل آورد که اجرای همین ترانه‌ها به شهرت فریدون فروغی کمک بسیار نمود.
یک سال پس از آدمک، خسرو هریتاش برهنه تا ظهر با سرعت را ساخت که نسبت به فیلم‌های دیگر او کمتر دیده شد؛ چراکه نمایش این فیلم به خاطر صحنه‌های برهنگی، توقیف شد و حتی در سال ۱۳۵۵ نمایش نسخه سانسورشده آن نیز خیلی سریع متوقف شد. بنا به روایت احمد الهیاری این فیلم فقط یک سانس بر روی پرده بود؛ یعنی ساعت ۱۰٫۳۰ صبح بر پرده سینماها رفت و ساعت ۱۲ ظهر همان روز به خاطر ترس از شورش مردم توقیف شد. در این فیلم، ایرن زازیانس همسر سابق محمد عاصمی، توده‌ای معروف و بازیگر فیلم محلل بازی می‌کرد. همچنین فرامرز صدیقی بازیگر فیلم‌های سینمایی و مجموعه‌های تلویزیونی در سال‌های بعد از انقلاب برای نخستین بار در همین فیلم به جامعهٔ سینمایی کشور معرفی گردید.
فیلم دیگر خسرو هریتاش در سال ۱۳۵۵ فیلم سرایدار بود که بر اساس کتاب کمدی حیوانی نوشتهٔ حسنعلی شریفی مهر در سازمان سینمایی مهر ساخته شد و در آن نیز هریتاش به ماجرای شکاف و رویارویی میان دو نسل پرداخت و به‌علاوه از فقر و محرومیت در  جنوب و نواحی حاشیه‌ای تهران سخن گفت.
دیگر اثر هریتاش در این سال، ملکوت اثری بلند، فلسفی و سمبلیک بود که خسرو هریتاش آن را بر اساس داستانی از بهرام صادقی (نویسنده، زاده ۱۳۱۵ نجف‌آباد، اصفهان – درگذشته ۱۳۶۳ تهران) ساخت. داستان صادقی که هریتاش آن را دستمایه کار خود قرار داد، داستانی بسیار خاص بود و هریتاش از این داستان فیلمی خاص و منتقدپسند با حضور بهروز وثوقی و عزت‌الله انتظامی خلق نمود. هرچند که این فیلم که توسط سازمان گسترش صنایع سینمایی ایران تهیه شده بود، تنها یکبار در پنجمین دورهٔ جشنواره جهانی تهران به نمایش درآمد و هیچ‌گاه به نمایش عمومی نرسید. هریتاش پس از این فیلم، تنها امکان ساخت یک فیلم کوتاه به نام به یاد را یافت که دریغی بود بر سنت‌های رو به زوال یادشده این مرز و بوم. این فیلم برنده جایزه بهترین فیلم کوتاه در ششمین جشنواره جهانی فیلم تهران شد.
وی در دی ماه سال ۱۳۵۸ به دلیل بیماری قلبی در تهران درگذشت. او دو سال پایان عمرش را در دانشکده هنرهای دراماتیک تدریس سینما می‌کرد.

## فیلم‌شناسی

### فیلم‌های بلند
| نام                  | سال  | کارگردان | تدوینگر | فیلم‌نامه‌نویس | آهنگساز | دستیارِ کارگردان | بازیگر |
| -------------------- | ---- | -------- | ------- | ------------ | ------- | --------------- | ------ |
| ملکوت                | ۱۳۵۵ | آری      | آری     | آری          | -       | -               | -      |
| سرایدار              | ۱۳۵۵ | آری      | آری     | آری          | -       | -               | -      |
| برهنه تا ظهر با سرعت | ۱۳۵۱ | آری      | آری     | آری          | -       | -               | -      |
| آدمک                 | ۱۳۵۰ | آری      | آری     | -            | آری     | -               | -      |
| ضربت                 | ۱۳۴۳ | -        | -       | -            | -       | -               | آری    |

### فیلم‌های کوتاه
- به یاد (۱۳۵۶)

## جایزه‌ها و افتخارات
- برنده دیپلم افتخار بهترین کارگردانی به خاطر فیلم (ملکوت) در دوره پنجم جشنواره جهانی فیلم تهران (بخش مسابقه) - سال ۱۳۵۵